# Segunda Emenda à Constituição dos Estados Unidos
A Segunda Emenda à Constituição dos Estados Unidos protege o direito da população e dos policiais de garantia a legítima defesa, seja por meio de manter ou portar armas ou qualquer equipamento.
Foi aprovada em 15 de dezembro de 1791, juntamente com as outras nove primeiras emendas constitucionais constantes da Carta dos Direitos dos Estados Unidos (em inglês, United States Bill of Rights) ou Declaração dos Direitos dos Cidadãos dos Estados Unidos.

## Visão geral
A Segunda Emenda baseou-se  parcialmente no direito de manter e portar armas, previsto na common-law da Inglaterra, e foi influenciada pela Declaração de Direitos de 1689, também inglesa.
Esse direito foi descrito por Sir William Blackstone como um direito auxiliar, de apoio aos direitos naturais de autodefesa e resistência à opressão e ao dever cívico de agir coletivamente na defesa do Estado.
Em muitos estados federados norte-americanos, qualquer pessoa, independente de cor, raça ou credo, pode pedir e obter licença para a posse e o porte de armas sob algumas condições (ressalvando-se que cada estado tem também suas regras específicas). A arma em questão, quando portada consigo, deve ser visível e não deve conter munição no cano. A compra de armas por menores de idade é proibida, mas o uso pode se estender aos mesmos em alguns casos desde que acompanhados por um adulto. Por exemplo, durante a prática de caça, o menor pode usar armas desde que esteja acompanhado pelos pais ou pessoa responsável.
Como várias outras emendas constitucionais, a Segunda Emenda é produto de um contexto de luta pela independência das colônias estabelecidas pelos impérios britânico e espanhol. A posse de armas pelas milícias era, então, considerada a única forma de os cidadãos de países recentemente independentes defenderem o seu território.
A partir do século XIX, os tribunais dos Estados Unidos passaram a dar diferentes interpretações à Segunda Emenda. Já, no século XXI, a Segunda Emenda passou a ser objeto de renovado interesse acadêmico, jurídico e político. A questão central é, se o direito de portar armas seria extensivo aos cidadãos individuais ou se seria limitado apenas às milícias (os atuais exércitos nacionais). No caso do processo District of Columbia v. Heller (2008), a Suprema Corte proferiu uma sentença histórica, afirmando expressamente que a Segunda Emenda protege o direito individual de possuir e portar armas de fogo e, ao mesmo tempo, declarando inconstitucional a lei do Distrito de Colúmbia que vetava a posse de armamento aos residentes. Assim ficou estabelecido o direito individual dos cidadãos dos Estados Unidos de se armarem, anulando-se a lei que, 32 anos antes, proibira que se tivesse em casa uma pistola para defesa pessoal no Distrito de Colúmbia. Todavia, no processo McDonald v. City of Chicago (2010), a Corte esclareceu suas decisões anteriores, declarando expressamente que a  decisão se aplicava não apenas ao governo federal, mas também, na mesma medida, aos governos estaduais e locais. A sentença deu uma interpretação definitiva à Segunda Emenda, que sancionou o direito de portar armas, reconhecendo esse direito como inviolável, assim como o direito ao voto e à liberdade de expressão.

## Texto da Segunda Emenda
A Segunda Emenda estabelece textualmente:
| “ | Sendo uma milícia bem regulamentada, necessária para a segurança de um estado livre, o direito do povo de manter e portar armas não deve ser violado. | ” |